# Ružiná
Ružiná és un poble i municipi d'Eslovàquia. Es troba a la regió de Banská Bystrica.

## Història
La primera menció escrita de la vila es remunta al 1499.

## Demografia
| Godina             | 1994 | 2004   | 2014   | 2024   |
| ------------------ | ---- | ------ | ------ | ------ |
| Nombre de persones | 834  | 856    | 865    | 828    |
| Diferència         |      | +2,63% | +1,05% | −4,27% |

| Godina             | 2023 | 2024   |
| ------------------ | ---- | ------ |
| Nombre de persones | 836  | 828    |
| Diferència         |      | −0,95% |